# L-キシルロースレダクターゼ
L-キシルロースレダクターゼ（L-xylulose reductase）は、次の化学反応を触媒する酸化還元酵素である。
キシリトール + NAD+ {\displaystyle \rightleftharpoons } L-キシルロース + NADH + H+
式の通り、この酵素の基質は、L-キシリトールとNAD+で、生成物はD-キシルロースとNADHとH+である。
組織名はxylitol:NADP+ 4-oxidoreductase (L-xylulose-forming)で、別名xylitol dehydrogenaseとも呼ばれる。

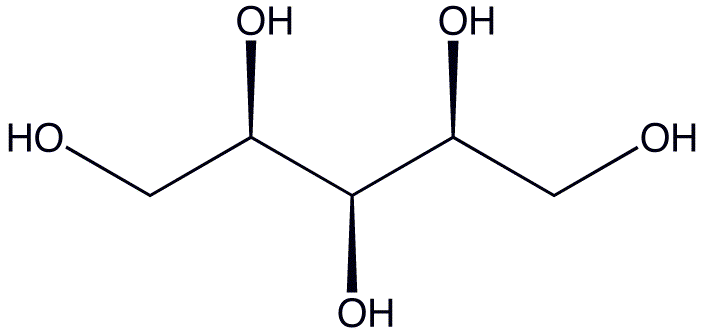
キシリトール
キシルロース